# People's Television
People's Television (PTV) est une chaîne de télévision généraliste commerciale locale montserratienne.

## Organisation

### Dirigeants
Directeur :
- Denzil Edgecombe

## Programmes
La chaîne diffuse de l'information locale, des documentaires, des émissions de variété, des talks shows, des émissions pour la jeunesse et de la publicité.  

## Diffusion
People's Television diffuse ses programmes 24 heures par jour sur le canal 7 VHF du réseau analogique hertzien montserratien et sur Caribbean Cable Communications.